# Jan Van Eetvelt
Joannes Franciscus (Jan) Van Eetvelt (Bornem, 16 juni 1796 – Puurs, 8 januari 1846) was een Belgisch politicus. Hij was burgemeester van Bornem.

## Levensloop
Van Eetvelt was landbouwer van beroep. Hij werd burgemeester van Bornem in 1836, een mandaat dat hij zou uitoefenen tot 1842. Hij werd in deze hoedanigheid opgevolgd door Louis de Marnix.